# Konstantin Stanislavskij
Konstantin Sergejevitj Stanislavskij (ryska: Константи́н Серге́евич Станисла́вский), född 17 januari 1863 i Moskva, död 7 augusti 1938 i Moskva, var en rysk skådespelare och teaterdirektör. Stanislavskij räknas som en av teaterhistoriens ledande teoretiker och var en av grundarna av Konstnärliga teatern i Moskva. Han såg teater och skådespel som en seriös strävan som krävde dedikation, disciplin och integritet. Under hela sitt liv utsatte han sitt eget skådespeleri för en rigorös process av artistisk självanalys och reflektion. Hans utveckling av en teoretisk praxis där det praktiska är använt som en metod för undersökning och det teoretiska som en katalysator för kreativ utveckling gör honom till en av de första stora teaterutövarna.
Stanislavskijs arbete var lika viktigt för utvecklingen av socialistisk realism i Sovjetunionen som det var för realismen inom teatern i USA. Hans arbete är bland annat influerat av hans studier av de modernistiska och avantgardistiska strömningarna under hans tid. Naturalism, symbolism och Meyerholds konstruktivism samt rysk formalism, yoga, Ivan Pavlov, behaviorism, James Lange, psykofysiologi och estetiken hos Aleksandr Pusjkin, Nikolaj Gogol och Lev Tolstoj. Stanislavskij beskrev sitt synsätt som spirituell realism.
Stanislavskij författade flera verk, bland annat En skådespelares arbete med sig själv, Arbetet med rollen, samt självbiografin Mitt liv i konsten.

## Biografi

### Familjebakgrund

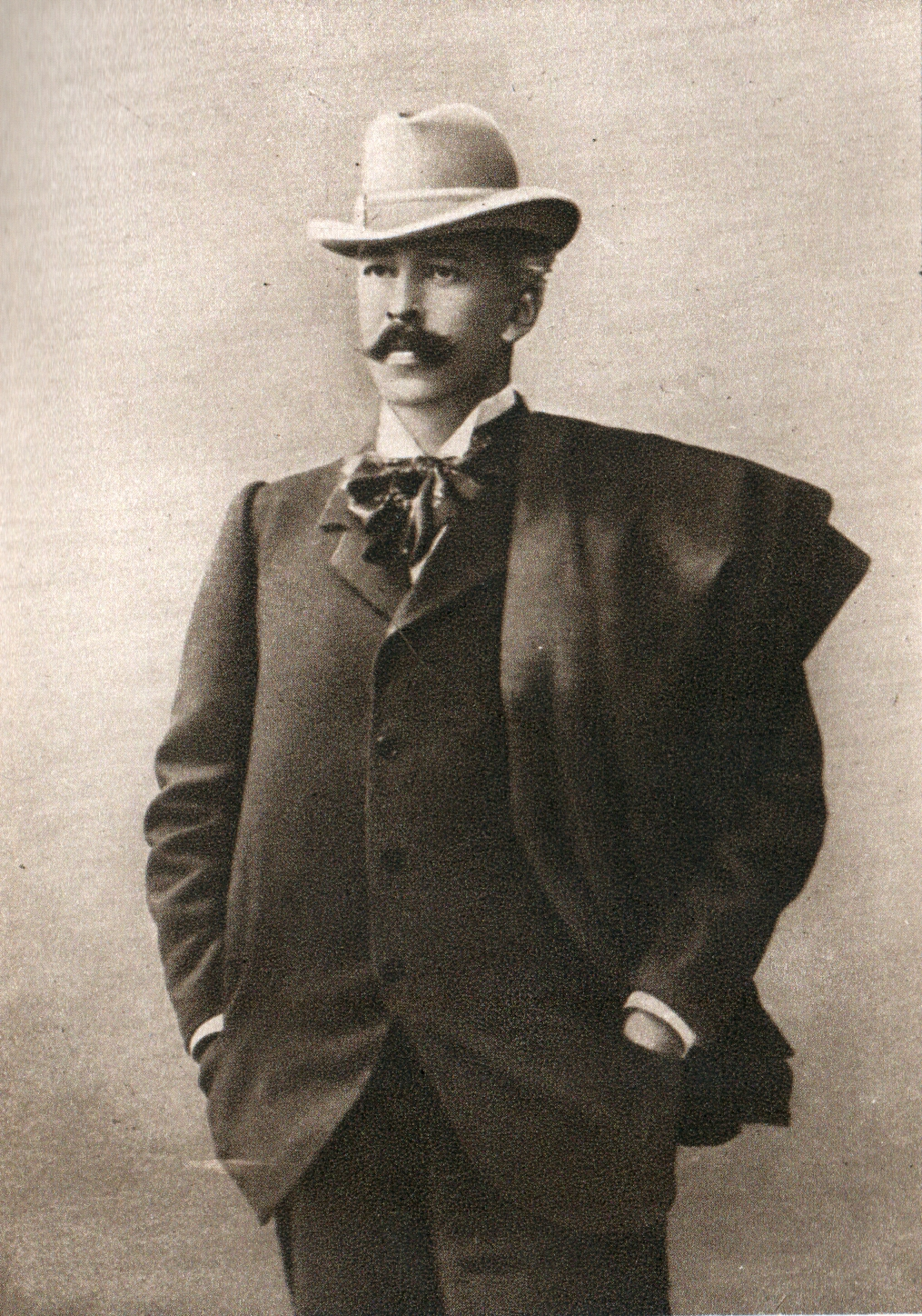
Konstantin Alexejev-Stanislavskij år 1900

Stanislavskij växte upp i en av de rikaste släkterna i Ryssland, släkten Aleksejev. Han fick namnet Konstantin Sergejevitj Aleksejev,
"Stanislavskij" var ett scennamn som han tog 1884 för att hålla sina skådespelaraktiviteter hemliga för sina föräldrar. Utsikten att bli en professionell skådespelare var tabu för någon i hans samhällsklass; skådespelare hade en ännu lägre social status i Ryssland än i resten av Europa och hade ända tills nyligen varit ryska livegna och den ryska adelns ägodelar. Släkten Aleksejev var av framgångsrik bourgeoisie som ägde fabriker där de tillverkade guld- och silverdekorationer för militären samt militäruniformer. Fram till den ryska revolutionen 1917 nyttjade Stanislavskij ofta sina ärvda tillgångar för att bekosta sina teaterexperiment inom skådespeleri och regi. Hans familjs ovilja innebar att han endast framträdde som amatörskådespelare till 33 års ålder.
Som barn exponerades Stanislavskij för sin familjs rika kulturliv,  och bland hans intressen fanns balett och dockteater. 1877 blev hans far Sergei Vladimirovitj Aleksejev vald till överhuvud för handelsklassen i Moskva, en av de viktigaste och mest inflytelserika posterna i staden. Samma år byggde fadern en fullt utrustad teater på sitt gods vid Ljubimovka och gav Stanislavskij ett forum för sina teatraliska experiment. Efter sin debut på faderns teater påbörjade Stanislavskij det som skulle bli en livslång serie med anteckningsböcker fyllda av kritiska observationer över sitt skådespeleri, aforismer och problem.. Denna självanalys och kritik utvecklades sedan till Stanislavskijs system. Familjens andra teater byggdes 1881 vid deras herrgård i Moskva, där Stanislavskij levde från 1863 till 1903. Herrgården blev ett fokus för det kulturella och artistiska livet i staden. Stanislavskij valde att inte läsa vid universitetet utan föredrog att arbeta inom familjens affärsrörelser.

### Tidiga influenser
Stanislavskij intresserade sig mer och mer över att "leva sig in i rollen" och experimenterade med förmågan att behålla en karaktär i sitt verkliga liv genom att förklä sig till en luffare eller alkoholist och besöka till exempel järnvägsstationer eller att förklä sig till en siande rom. När han hade roll i en kort komedi 1883 involverade han resten av ensemblen i sitt experimenterande. 1900 i Jalta roade han semesterresenärer genom att varje morgon promenera omkring "i rollen". 1884 började han ta sånglektioner av Fjodor Komissarzjevskij, professor på Moskvakonservatoriet och den ledande tenoren på Bolsjojteatern. Med honom utforskade Stanislavskij koordinationen mellan röst och kropp. Tillsammans utformade de övningar i att röra sig och att sitta stilla "rytmiskt", vilket kan ha influerat Stanislavskij att senare använda fysisk rytm när han undervisade sitt system till operasångare.
1885 studerade Stanislavskij under en väldigt kort tid vid Moskvas teaterskola där studenter uppmanades imitera de teatrala trick och konventioner som deras lärare använde sig av; detta var en stor besvikelse för honom och han lämnade skolan efter lite mer än två veckor. Istället fokuserade Stanislavskij sin uppmärksamhet på framträdanden vid Malyjteatern i Moskva, hemort för den psykologiska realismen inom teater i Ryssland (psykologisk realism hade utvecklats på teatern av Aleksandr Pusjkin, Nikolaj Gogol och Michail Sjtjepkin). 1823 fastställde Pusjkin att det som enade de klassiska dramatikerna Shakespeare, Racine, Corneille och Calderón var deras gemensamma omtanke för äktheten i rolltolkningen och situationen; ett trovärdigt beteende under trovärdiga omständigheter.
| ”                           | The truth concerning the passions, verisimilitude in the feelings experienced in the given circumstances, that is what our intelligence demands of a dramatist. | „ |
| – Pushkin's aphorism, 1830. | |   |

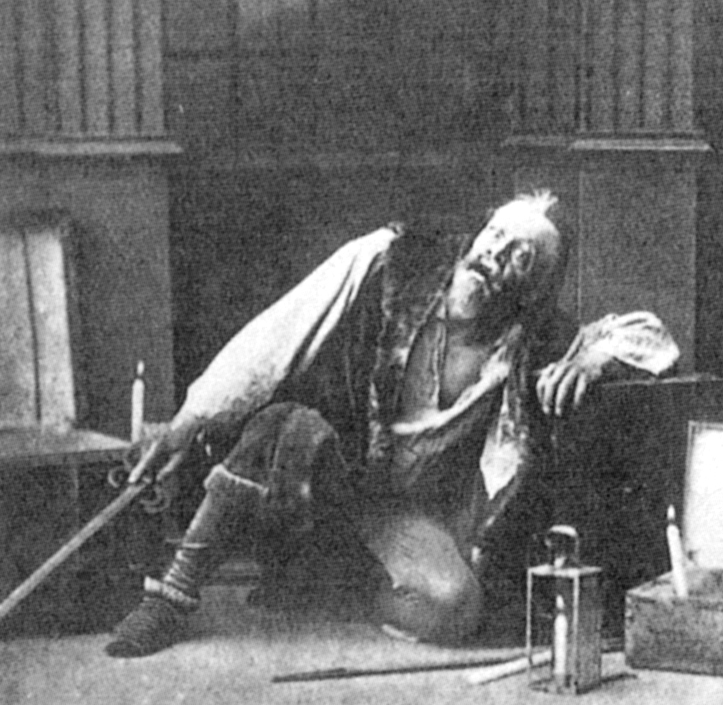
Stanislavskij som riddaren i 1888 års uppsättning av Pusjkins Den girige riddaren.

Å andra sidan protesterade Gogol samtidigt mot överdrivet och effektsökande skådespeleri. I en artikel 1846 ger han råd om ett mer tillbakadraget och värdigt komiskt skådespeleri i vilken aktören försöker finna det som är dominant i rollen och bejakar karaktärens främsta angelägenheter.  Denna inre längtan formar "hjärtat i karaktären" till vilken små egenheter och små externa detaljer läggs till som utsmyckning. Malyjteatern blev känd som Sjtjepkins hus, fadern av ryskt realistiskt skådespeleri, som 1848 främjade idén om en "skådespelare av känslor". Denna skådespelare skulle "bli karaktären" och identifiera sig med hans känslor och tankar: han skulle "gå, tala, tänka, känna, gråta, skratta som dramatikern önskade".
En kopia av Sjtjepkins memoarer, i vilken skådespelaren beskriver arbetet med att åstadkomma en naturlig stil, citerades ofta av Stanislavskij. Sjtjepkins student Glikerija Fedotova var Stanislavskijs lärare. Fedotova lade fokus på vikten av övning och disciplin samt vanan att öva responsiv interaktion med andra skådespelare, istället för att förlita sig på inspiration som grunden för skådespelarens konstutövning. Detta arbetssätt kom Stanislavskij att kalla kommunikation. Sjtjepkins arv inkluderade fokus på en disciplinerad ensemble, vikten av omfattande genomgångar och användandet av noggrann observation, självinsikt, fantasi och känsla som hörnstenar i skådespeleriet.
Utöver skådespelarna på Malyjteatern gavs även föreställningar av utländska stjärnaktörer vilka ofta brukade komma till Moskva under påskfastan när ryska aktörer var förbjudna att spela. Dessa föreställningar tros också ha påverkat Stanislavskij. Det lediga, emotiva och tydliga skådespelet av den italienska aktören Ernesto Rossi imponerade speciellt på Stanislavskij. Det gjorde även Tommaso Salvini och hans uppträdande av Othello 1882. Fler år senare skrev Stanislavskij att Salvini var den finaste representant av upplevelsekonstnärliga förhållningssättet till skådespeleri.

### Samfundet för konst och litteratur

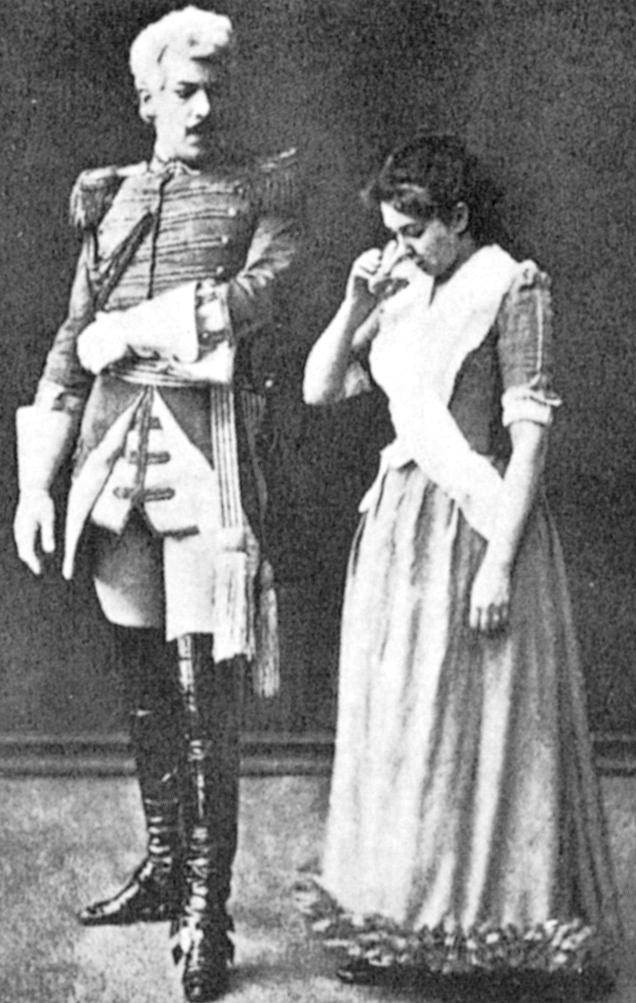
Stanislavskij med Maria Liliana som snart skulle bli hans fru, när de spelar Ferdinand och Louise i samfundet för konst och litteraturs uppsättning av Schillers Kabale und Liebe 1889.

Vid tjugofem års ålder var Stanislavskij välkänd som amatörskådespelare  Han hade föreslagit för Fjodor Sologub och Aleksandr Fedotov att etablera ett samfund som skulle ena amatör-, professionella skådespelare och scenkonstnärer, och 1888 bestämde han sig för att använda överskottet på 25,000–30,000 rubel från hans familjs fabrik till att skapa samfundet för konst och litteratur. Han omvandlade Ginzburg House på Tverskajagatan till ett lyxigt klubbhus med en egen stor scen och utställningsrum. Fedotov blev ledare för dramasektionen, Komissarzjevskij ledare för opera och musiksektionen och Sologub ledde den grafiska konstsektionen. Drama och operasektionerna erbjöd utbildningar. 1888 tillbringade Stanislavskij sommaren med att efterforska grunden till en lämplig läroplan för dramasektionen, och studerade klasser och föreställningar vid Comédie-Française i Paris. Samfundets skola skulle erbjuda klasser i dramatisk konst, kostymhistoria, sminkning, drama, rysk litteratur, estetik, fäktning och dans. Skolan öppnade den 8 oktober 1888 och samfundet invigdes officiellt 3 november med en ceremoni som besöktes av Anton Tjechov. I samfundets regi spelade Stanislavskij pjäser av Molière, Schiller, Pusjkin, och Ostrovskij, och fick sitt första regiuppdrag. Med guidning från Fedotov och Sologub övergav Stanislavskij slutligen konventionerna och de teatraliska klichéerna i sitt skådespeleri. Han blev även intresserad av de estetiska teorierna av Vissarion Belinskij från vilken han skapade sig uppfattningen om rollen som skådespelare. Vid denna tid varnade Stanislavskij i sin dagbok:
| ” | Young actors, beware of your female admirers! Make love to them, if it amuses you, but do not discuss art with them! Learn in time to listen to, to understand and love the bitter truth about yourselves! And get to know those who can tell it to you. It is with them that you should discuss art. | „ |

5 juli 1889 gifte sig Stanislavskij med Liliana (scennamnet för Maria Petrovna Perevosjtjikova), som han nyligen hade spelat mot i Kabale und Liebe. Deras första barn Chenia dog av lunginflammation i maj 1890, mindre än två månader efter sin födsel. Deras andra dotter Kira föddes 21 juli 1891,  och parets son Igor den 14 september 1894. I januari 1893 dog Stanislavskijs far.
I samfundets uppsättning av Aleksej Pisemskijs historiska skådespel Men Above The Law 1889 upptäckte Stanislavskij sin princip kring motsatser, vilket han uttryckte i sitt aforistiska råd till skådespelaren: "When you play a good man, try to find out where he is bad, and when you play a villain, try to find where he is good." Stanislavskij insisterade på att skådespelarna skulle lära sig sina stycken ingående och tog nästintill helt bort sufflösen från samfundets produktioner. Han beskrev sin produktion av Lev Tolstojs Upplysningens frukter i februari 1891 som sitt första helt självständiga arbete som regissör. Hans metoder som regissör var nära modellerade på den autokratiska disciplinen hos Ludwig Chronegk, regissören för Meiningen Ensemble, vars produktioner av Julius Caesar, Köpmannen i Venedig och Trettondagsafton samt pjäser av Schiller entusiastiskt hade studerats av Stanislavskij vid deras andra besök i Moskva 1890. Ensemblens tillvägagångssätt innefattade historisk exakthet när det gällde kostymer och rekvisita. Användandet av ljud vid sidan av scenen för att skapa illusionen av en verklighet imponerade på Stanislavskij. Deras produktion visade på en modell för artistiska prestationer med relativt okvalificerade skådespelare; denna modell använde Stanislavskij i sin tidiga karriär som regissör.
| ” | Stanislavski uses the theatre and its technical possibilities as an instrument of expression, a language, in its own right. The dramatic meaning is in the staging itself. [...] He went through the whole play in a completely different way, not relying on the text as such, with quotes from important speeches, not providing a 'literary' explanation, but speaking in terms of the play's dynamic, its action, the thoughts and feelings of the protagonists, the world in which they lived. His account flowed uninterruptedly from moment to moment. | „ |

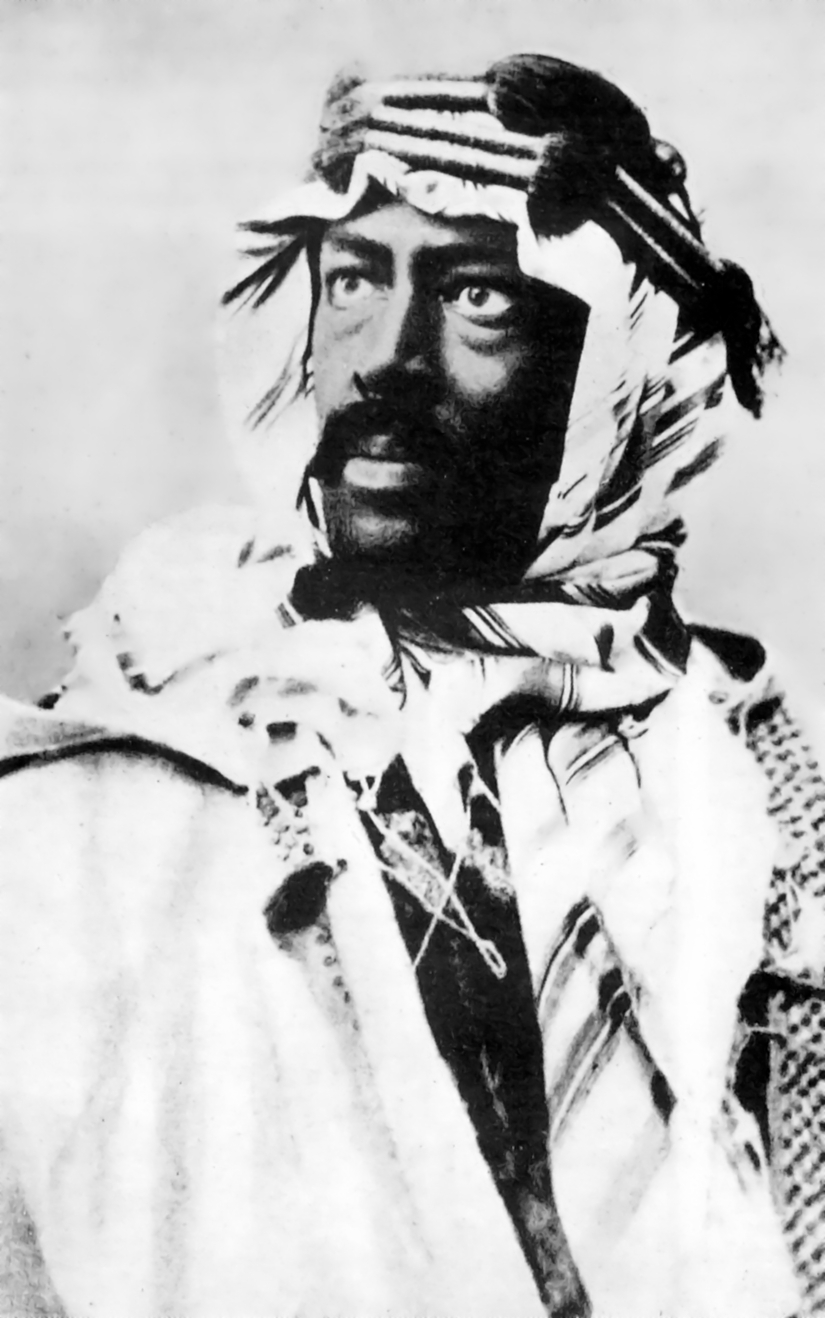
Stanislavski som Othello 1896.

Stanislavskij beskriver senare i sin självbiografi Mitt liv i konsten (1925) Chronegks tillvägagångssätt som ett där regissören är "tvungen att arbeta tillsammans med skådespelaren". Jean Benedetti föreslår att Stanislavskijs uppgift vid denna tid var att föra samman den realistiska traditionen från den kreativa skådespelaren med den regissörs-centrerade, organiskt sammanfogade naturalistiska estetiken.
Det var vid denna tid som Stanislavskij först mötte Lev Tolstoj. Tolstoj skrev om den fjärde akten av sin Mörkrets makt i linje med Stanislavskijs förslag 1896.
Tolstoj var en annan viktig influens för Stanislavskijs tankar; hans Hvad är konsten? (1898) föreslog direkt begriplighet och transparens som estetiska regler. Vid skapandet av Konstnärliga teatern skrev Stanislavskij om vikten av enkelhet, direkthet och tillgänglighet i konsten.
Från 1894 och framåt, som en del i hans smärtfyllda repetitioner inför Karl Gutzkows melodram Uriel Acosta och Shakespeares Othello, började Stanislavskij sammanställa prompt detaljerade böcker som innehöll regissörskommentarer för hela pjäsen. Inga detaljer fick skilja sig ifrån dessa under repetitionerna. Stanislavskijs Othello (1896) gav ett starkt intryck på den då 22-årige Vsevolod Meyerhold, som senare skulle arbeta med honom innan han själv blev regissör. "Uppgiften för vår generation," skrev Stanislavskij, "är att frigöra konst från en utdaterad tradition, från tröttsamma klichéer samt att ge större frihet att kunna föreställa sig och till kreativ förmåga." 

### Moskvas konstnärliga teater
1896 samtalade Stanislavskij med Nikolaj Jefimovitj Efros om sina idéer kring en plan att etablera ett nätverk av turnerande teaterkompanier som skulle erbjuda högkvalitativ drama till de städer och omgivningar de besökte. Han föreslog att kalla dem "öppna" eller "tillgängliga" teatrar; detta skulle särskilja dem från den till synes farliga demokratiserade populärteatern som spreds i Europa ledd av Romain Rolland. I februari 1897 sammanstrålade Stanislavskij med Anton Tjechov. Vid denna tid hjälpte han också till att organisera den första helryska konferensen om teater, vars huvudtalare Jevtichij Pavlovitj Karpov talade om vikten av det ryska folkets egen teater.

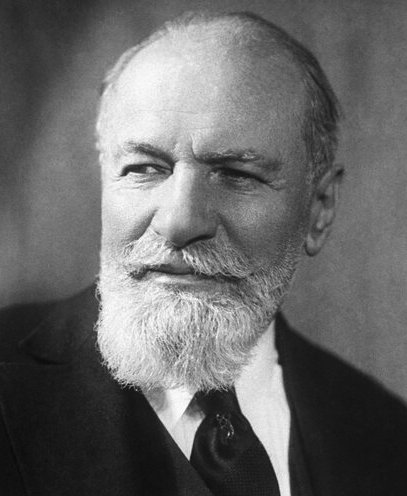
Vladimir Nemirovitj-Dantjenko, medgrundare tillsammans med Stanislavskij av Konstnärliga teatern, fotograferat 1922.

 Det var Stanislavskijs historiska möte med Vladimir Nemirovitj-Dantjenko 22 juni 1897 som skapade vad som i början kallades "Moskvas tillgängliga teater" men som senare blev känt som Konstnärliga teatern (MChAT). Deras arton timmars långa diskussion har fått en legendarisk status i teaterhistorien. Nemirovitj var en framgångsrik manusförfattare, kritiker, teaterregissör och teaterpedagog vid den filharmoniska skolan, och var även han hängiven idén om en populärteater.
Deras förmågor kompletterades; Nemirovitj behövde Stanislavskijs regitalang för att skapa levande scenbilder och välja viktiga detaljer medan Stanislavskij behövde Nemirovitjs talang för dramatisk och litterär analys, professionella expertis samt hans förmåga att leda en teater. Stanislavskij jämförde senare deras samtal med Versaillesfreden, då innehållet i deras samtal var så brett att de gemensamt enades om de konventionella metoder de önskade överge. Med grund i deras arbetsmetod fann de vad de hade gemensamt vilket ledde till att de utarbetade strukturer för sin nya teater. Tillsammans formade de en professionell förening med en ensemblekänsla som inte uppmuntrade individuell fåfänga. De valde skådespelare från Nemirovitjs klass vid Filharmoniska skolan och Stanislavskijs amatörförening Society of Art and Literature, tillsammans med andra professionella skådespelare. Dessa skådespelare kom att utgöra en realistisk teater som blev internationellt omnämnd.
Föreningen möttes i Pusjkino, ett isolerat område ungefär 80 kilometer från staden, då de sökte efter ett passande ställe för repetitioner. Vid sitt öppningstal på första repetitionsdagen 14 juni 1898 fokuserade Stanislavskij på den sociala karaktären av deras kollektiva åtagande; "Vi strävar efter att skapa den första rationella, moraliska, och publikt tillgängliga teatern", sade han, "och vi vigde våra liv för att nå detta höga mål." I en atmosfär mer lik ett universitet än en teater (som Stanislavskij beskrev det) introducerades föreningen för hans arbetsmetod av omfattande läsning och efterforskning och detaljerade repetitioner där varje agerande var definierad genom samtal innan det genomfördes praktiskt. Under juni och juli repeterade föreningen Shakespeares Köpmannen i Venedig, Sofokles Antigone, Hauptmanns Hanneles himmelsfärd, Pisemskijs Men Above The Law, Lenzs Der Hofmeister och Aleksej Tolstojs Tsar Fjodor. Det var under dessa repetitioner som Stanislavskijs livslånga relation med Vsevolod Meyerhold påbörjades. Vid slutet av juni var Meyerhold så imponerad av Stanislavskijs regiförmåga att han deklarerade honom ett geni. På sin dödsbädd ska Stanislavskij ha sagt att Meyerhold var hans enda arvinge i teatersfären, eller något annat område.
Under 1898 regisserade Stanislavskij tillsammans med Nemirovitj sin första produktion av Anton Tjechov. Konstnärliga teaterns produktion av Måsen var en kritisk milstolpe för den spirande föreningen, vilket har blivit beskrivet som "ett av de största evenemangen i rysk teaters historia och en av de viktigaste nya utvecklingarna i världens dramahistoria". Trots de åttio repetitionstimmarna, en lång tid med dåtidens mått mätt, tyckte Stanislavskij att det inte var tillräckligt repeterat och hotade att ta bort sitt namn från affischen när Nemirovitj vägrade flytta premiären en vecka. Stanislavskij spelade Trigorin, Meyerhold spelade Konstantin och Olga Knipper spelade Arkadina. För att fira denna historiska produktion bär företaget i dag en mås som sitt emblem. Stanislavskij fortsatte att regissera de framgångsrika premiärerna av Tjechovs andra stora pjäser: Onkel Vanja (1899), Tre systrar (1901) och Körsbärsträdgården (1904). Stanislavskijs möte med Tjechovs dramatik blev avgörande för bådas kreativa utvecklingen. Hans ensembles strategi och uppmärksamhet på karaktärernas psyken återupplivade Tjechovs intresse för att skriva för scenen, samtidigt som Tjechovs ovilja att förklara eller expandera texten tvingade Stanislavskij att gräva under ytan på ett sätt som var nytt inom teatern.

## Stanislavskijs system
Stanislavskijs "system" är en systematisk metod för att utbilda skådespelare, enligt en modell benämnd method acting (metodskådespeleri). Studieämnen är koncentration, röst, fysiska färdigheter, känslominne, observation, och dramatisk analys. Stanislavskijs mål var att hitta en allmängiltig metod som skulle kunna vara till nytta för alla skådespelare. Han sa dock själv om sitt system: "Create your own method. Don't depend slavishly on mine. Make up something that will work for you! But keep breaking traditions, I beg you."
Flertalet skådespelare identifierar rutinmässigt hans system med den amerikanska skådespelarmetoden. Detta även då den senare endast inkluderar psykologiska tekniker vilket står i skarp kontrast till Stanislavskijs multivarianta, holistiska och psykofysiologiska metod vilken utforskar karaktär och handling, både 'inifrån och ut' och 'utifrån och in'.

### Känslominne
Stanislavskijs system fokuserade på utvecklingen av artistisk uppriktighet på scenen genom att lära skådespelare att 'uppleva pjäsens delar' under föreställning. Stanislavskij närde en förhoppning om att systemet kunde appliceras på all form av drama, såsom melodrama, vaudeville, och opera.  Han organiserade en serie teaterstudium där unga skådespelare tränades i hans system. I den första studien var skådespelare instruerade att använda sina egna minnen för att uttrycka känslor.
Stanislavskij observerade snart att några av de skådespelare som nyttjade eller utnyttjade denna teknik hamnade i hysteri. Han började således att leta efter mer pålitliga sätt att tillgå känslor och landade slutligen i att fokusera på skådespelarens användande av fantasi och tro i de givna omständigheterna funna i texten snarare än sina egna och ofta smärtsamma minnen.

### Metoden för fysiska handlingar
I början föreslog Stanislavskij att skådespelare skulle studera och uppleva subjektiva känslor för att sedan manifestera dessa till publiken genom fysiska och vokala uttryck.  I de första stegen att utveckla sitt system hamnade fokus på att skapa äkta känslor och förkroppsliga dem men han arbetade senare på metoden för fysiska handlingar. Detta utvecklades senare vid Opera Dramatic Studio från det tidiga 1930-talet. Fokuset låg på fysiska handlingar som ett sätt för att tillgå äkta känslor, och inkluderade improvisation. Det handlade således fortfarande om att nå det undermedvetna genom det medvetna.

## Arv

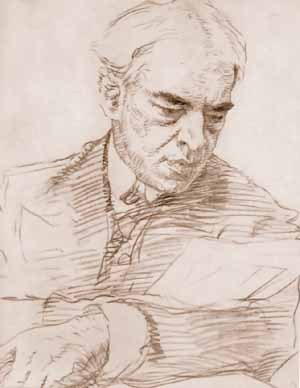
Porträtt av Konstantin Stanislavskij av Valentin Serov.

Stanislavskij hade olika elever vid alla dessa faser av utforskande och experimenterande med sitt system för skådespeleri. Två av hans före detta elever, Richard Boleslawski och Maria Ouspenskaya, grundade American Laboratory Theatre 1925. En av deras studenter, Lee Strasberg, medverkade till att grunda Group Theatre (1931–1940) tillsammans med Harold Clurman och Cheryl Crawford. Detta var det första teaterkompani som nyttjade Stanislavskijs upptäckter i praktiken. Clurman och Strasberg hade en stor inverkan på amerikanskt skådespeleri, både på film och vid teatern. Strasbergs inspirerade Charlie Chaplin med sina metoder för hur man skapade det magiska utifall att, eller om ("magic if"). Hans teoribildning har tagits till både av naturalistisk spelstil med grundlig kartläggning av rollfiguren och den givna omständigheten "given circumstance". Stort inflytande över amerikanskt skådespeleri hade även Stella Adler som även hon var en del av Group Theatre och som kort hade studerat med Stanislavskij.
Laurence Olivier skrev att Stanislavskijs ”Mitt liv i konsten” var en källa till stor upplysning när han var en ung skådespelare. John Gielgud sa "This director found time to explain a thousand things that have always troubled actors and fascinated students." Gielgud ska också ha sagt "Stanislavski's now famous book is a contribution to the Theatre and its students all over the world."

## Utmärkelser
- Leninorden - 1937
- Röda fanans orden - 1938
- Sovjetunionens folkkonstnär, 1936

## Skönlitterära beskrivningar
Michail Bulgakov gjorde satir av Stanislavskij genom karaktären Ivan Vasiljevitj i sin roman Svart snö. (Det är ingen tillfällighet att Ivan Vasiljevitj var namnet på den ökända tsaren Ivan den förskräcklige.) I Bulgakovs roman är Ivan Vasiljevitj porträtterad som en stor skådespelare, men hans berömda skådespelarmetod framhålls som en fars som i själva verket ofta hindrar aktörers prestationer genom löjliga övningar. Bulgakovs skärande porträtt av Ivan Vasiljevitj speglar sannolikt hans frustrerande upplevelser med Stanislavskij under dennes småningom avbrutna produktion av Bulgakovs pjäs A Cabal of Hypocrites 1930-1936. Denna skildring av Stanislavskij står i skarp kontrast till de flesta andra beskrivningar.